# Harpacticus furcifer
Harpacticus furcifer är en kräftdjursart som beskrevs av Giesbrecht 1902. Harpacticus furcifer ingår i släktet Harpacticus och familjen Harpacticidae. Inga underarter finns listade i Catalogue of Life.